# 양목면속
양목면속(洋木綿屬, 학명: Ceiba 케이바[*])은 아욱과(Malvaceae)에 속하는 한 속(屬, genus)이다. 자생지는 멕시코와 카리브 제도에서 아르헨티나 북부 지역까지의 아메리카 열대 및 아열대 지역, 열대 서아프리카 지역이다. 일부 종은 70m(230피트) 정도로 자란다. 줄기는 크고 가지 없이 곧게 자라며, 꼭대기 나뭇잎들은 넓게 퍼지는 지붕 모양을 이룬다. 뿌리는 판근(板根, buttress root)으로 성인보다 길다. 양목면속 식물 가운데 가장 잘 알려져 있고 광범위하게 재배되고 있는 종은 카폭(Kapok), 학명은 Ceiba pentandra라고 하는 양목면이다. 중국에서는 'kapok'을 음차하여 '길패(吉貝)'라고 전한다.
양목면종은 인시목(Lepidoptera) 종에 속하는 나비나 나방의 유충들의 먹이가 되는데, 특히 'leaf-miner'라고도 하는 잎나방벌레(Bucculatrix ceibae)는 양목면속 식물만을 먹이로 먹고 산다.
최근 식물학에서는 'Chorisia'속 식물을 양목면속으로 병합하고, 양목면속을 모두 아욱과 안에 포함시킨다.

## 문화와 역사

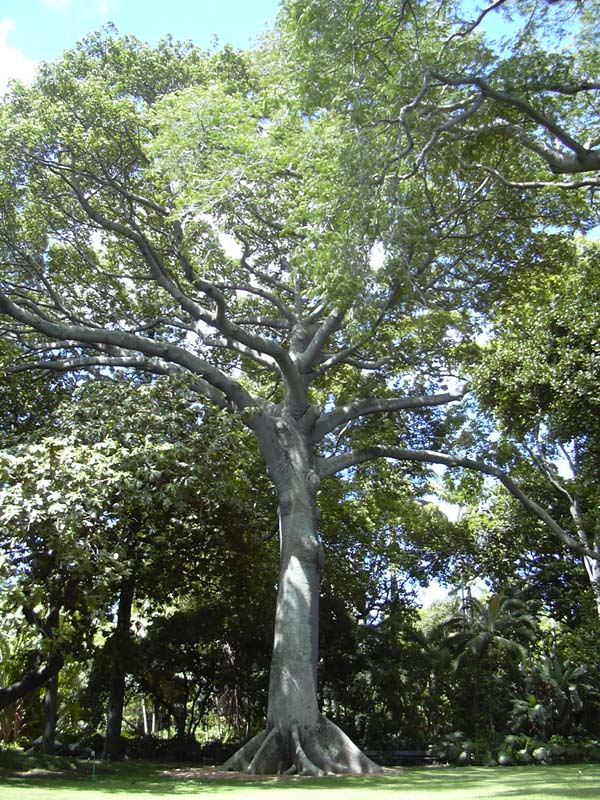
호놀룰루(Honolulu)의 양목면(Ceiba pentandra)

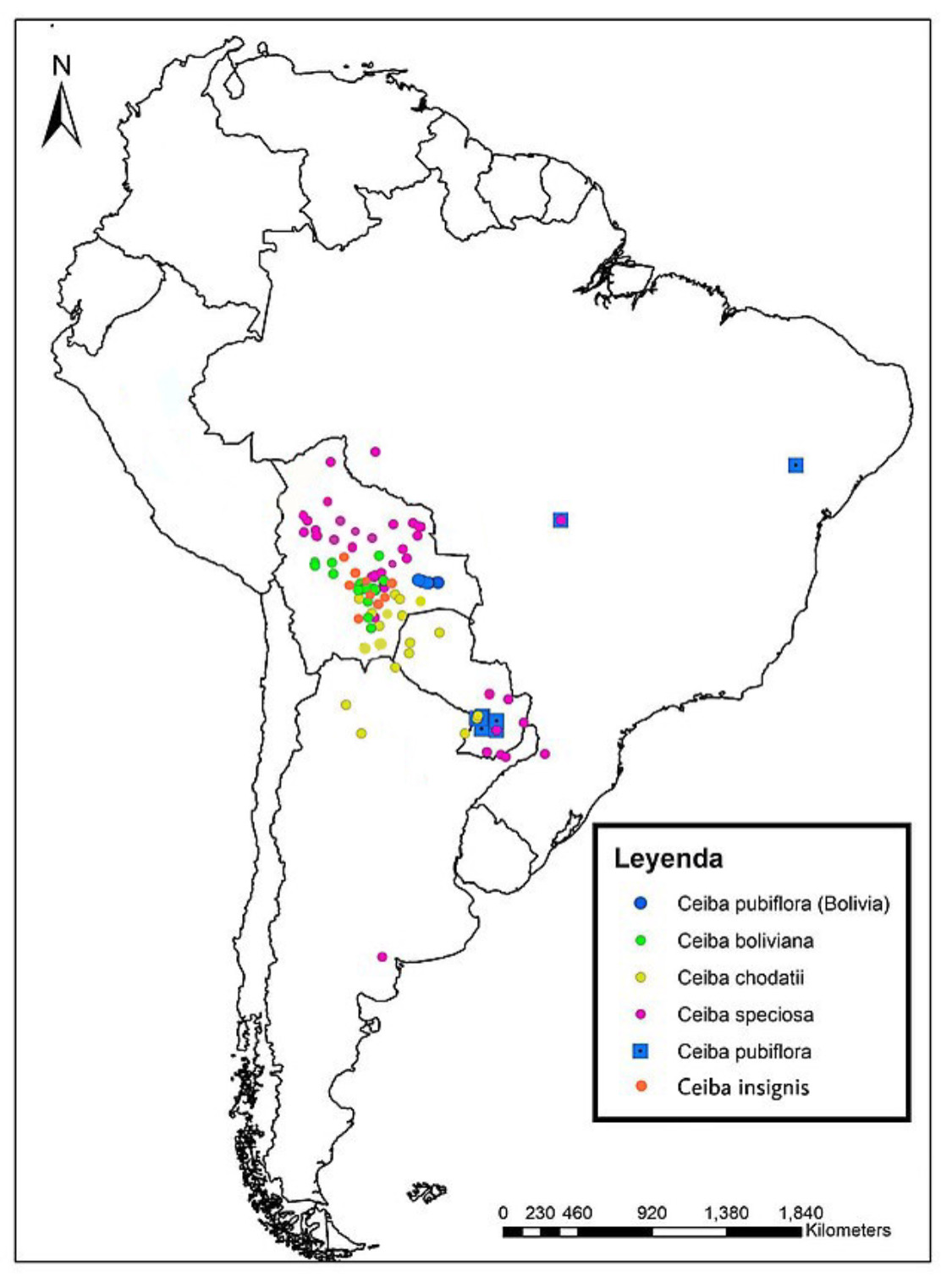

나무는 콜롬버스(C. Columbus) 신대륙 도착 이전 시기 중앙아메리카 신화에서 중요한 역할을 한다. 또한 페루(Peru) 동부 일부 아마존(Amazon) 부족은 정글 전역의 양목면 나무에 신이 산다고 믿고 있다. 양목면은 모판 마야어(Mopan Mayan language)로 '야 악스체(ya’axché)'라고 하며, 마야문명에 있어서 양목면은 사람이 살고 있는 지상세계, 명부(冥府) '시발바(Xibalba)', 하늘을 이어주는 세계축(axis mundi)의 상징이 되었다. 중앙아메리카의 세계수(Mesoamerican world tree)라는 개념은 양목면 줄기로서 묘사되기도 한다. 줄기 위에 뭉쳐 자라나는 두껍고 원추형의 가시들은 원통형의 도기 매장용 항아리나 향을 담는 그릇에서 고전 시기(Classicl Period) 남부 저지대 마야에 의해 재현되었다.

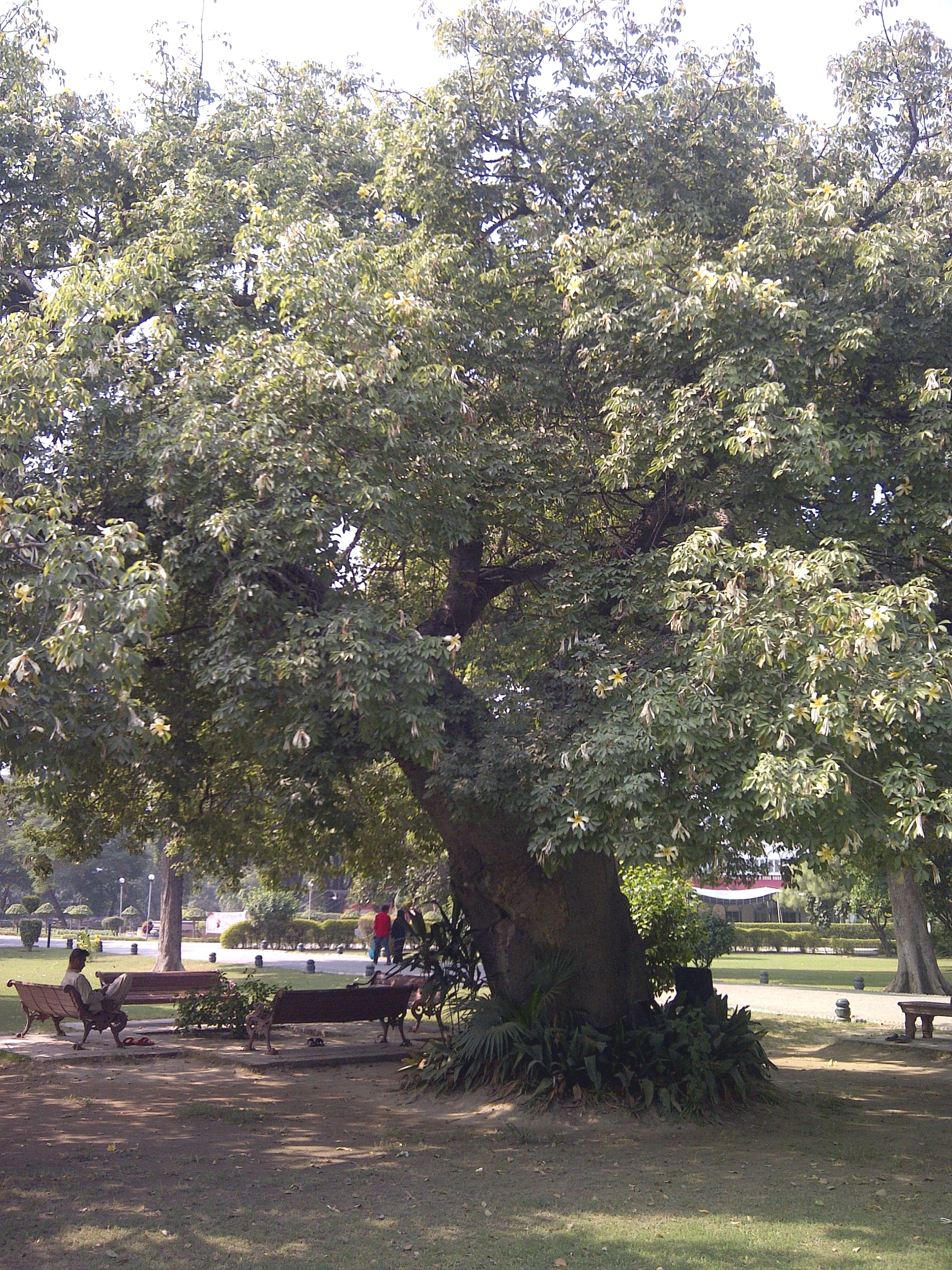
파키스탄(Pakistan) 라호르(Lahore)의 미인수(Ceiba speciosa)

현대 마야인들은 지금도 삼림 수목을 채벌할 때 존경의 의미로 나무를 그대로 둔다. 양목면 나무는 십자가로 상징되고 팔렌케(Palenque)에서 십자가 더미 사원(Temple of the Cross Complex)의 건축학적 모티브가 되었다.
양목면 나무 공원(Parque de la Ceiba)는 푸에르토 리코 폰세(Ponce) 산 안톤(San Antón)에 있다. 중앙의 나무는 도시 건립과 관련된 500년 수령의 세이바 데 폰세(Ceiba de Ponce)라는 나무이다. 세이바 데 폰세 주변에는 스페인인들이 후에 이 지역에 정착하기 이전에 타이노(Taino) 인디언들이 남겨둔 도자기, 조개껍데기, 돌조각이 남아 있다. 1525년, 스페인 정복자(Conquistador) 에르난 코르테스(Hernán Cortés)는 아즈텍(Aztec) 제국을 점령한 후에 황제 쿠아우테목(Cuauhtemoc)을 양목면 나무에 교수할 것을 지시했다. 전설에 의하면 멕시코 치아파스(Chiapas) 치아파 데 코르소(Chiapa de Corzo)라는 마을은 1528년 스페인인들이 양목면 나무인 라포초타(La Pochota) 주변에 건립한 것이라고 한다. 1838년 건립한 푸에르토 리코의 세이바(Ceiba)라는 마을 역시 이 나무에서 이름이 유래했다. 1877년 건립된 온두라스(Honduras)의 도시 라 세이바(La Ceiba)라는 이름도 오래된 부두 옆에서 아래방향으로 자라고 있던 양목면 나무에서 유래하였다. 1898년, 쿠바(Cuba)에 주둔한 스페인 군대는 산티아고 데 쿠바(Santiago de Cuba) 외곽의 양목면 나무 아래에서 미국에게 항복하였는데, 나무 이름은 산티아고 항복 나무(Santiago Surrender Tree)라고 한다.
양목면 나무는 또한 과테말라(Guatemala)의 국목(國木)이기도 하다. 과테말라에서 가장 유명한 양목면 나무는 수령 400년 이상의 '라 세이바 데 팔린 에스쿠인틀라(La Ceiba de Palín Escuintla)'이다. 베네수엘라(Venezuela) 카라카스(Caracas)에는 '라 세이바 데 산 프란시스코(La Ceiba de San Fancisco)'라는 프란스시코회 교회(San Francisco Church) 앞에 있는 수령 100년의 양목면 나무가 한 그루 있는데, 이는 카라카스 역사에 있어 중요한 요소이다. 코스타리카 사발리토(Sabalito) 마을 근처에 우뚝 솟은 양목면 나무는 주민들 사이에서 '라 세이바(la ceiba)'라고 불리는 잔존생물(relict)로서, 열대 삼림 채벌의 가장 높은 지방세를 내었던 물품 가운데 살아남은 식물이다.
양목면 나무는 가볍고 강한 섬유를 생산한다. 섬유는 '카폭(kapok)'이라고 불리며 역사적으로 매트리스, 베개, 태피스트리, 인형을 채워 넣는 재료로 사용되어 왔다. 최근 카폭은 합성섬유로 대체되었다. 양목면 나무 씨앗은 비누와 비료를 만드는데 사용되는 기름 추출에 사용되고 있다. 나무는 아시아, 특히 자바(Java), 말레이시아(Malaysia), 인도네시아(Indonesia), 필리핀(Philippines)에서 상업화되고 있다.
양목면 나무는 린 체리(Lynne Cherry)의 책 '위대한 양목면 나무(The Great Kapok Tree)'의 중심소재이다. 케이바물병나무(Ceiba insignis)와 미인수(Ceiba speciosa)는 아야화스카(Ayahuasca)라는 환각음료에 들어가기도 한다.

니키라과(Nicaragua) 시인 파블로 안토니오 콰드라(Pablo Antonio Cuadra)는 양목면 나무에 관하여 한 장(章)을 썼다. 콰드라는 니카라과 조상의 기원이 되는 상징이자 니카라과 국가의 요람, 유배동안의 자원틀:Further explanation needed으로 묘사했다.

## 하위 종
- 양목면(C. pentandra (L.) Gaertn.)
- C. acuminata (S.Watson) Rose
- C. aesculifolia (Kunth) Britten & Baker f.
  - C. a. subsp. parvifolia (Rose) P.E.Gibbs & Semir
- C. boliviana Britten & Baker f.
- C. chodatii (Hassl.) Ravenna
- C. crispiflora (Kunth) Ravenna
- C. erianthos (Cav.) K.Schum.
- C. glaziovii (Kuntze) K.Schum.
- C. insignis (Kunth) P.E.Gibbs & Semir
- C. jasminodora (A.St.-Hil.) K.Schum.
- C. lupuna P.E.Gibbs & Semir
- C. pubiflora (A.St.-Hil.) K.Schum.
- C. rubriflora Carv.-Sobr. & L.P.Queiroz
- C. salmonea (Ulbr.) Bakh.
- C. samauma (Mart.) K.Schum.
- C. schottii Britten & Baker f.
- C. soluta (Donn.Sm.) Ravenna
- C. speciosa (A.St.-Hil., A.Juss. & Cambess.) Ravenna
- C. trischistandra (A.Gray) Bakh.
- C. ventricosa (Nees & Mart.) Ravenna